# Дніпродзержинський заказник
Дніпродзержинський заказник — втрачена природоохоронна територія у Дніпропетровській області. 
Створено рішенням № 391 виконкому Дніпропетровської обласної Ради депутатів трудящих від 22 червня 1972 року «Про заходи по розширенню мережі державних заповідників і поліпшенню заповідної справи в області» (пункт 1 додатку 1), як державний іхтіологічний заказник республіканського значення. Заказник розташовано: «Від греблі Дніпродзержинської ГЕС, вниз по течії річки Дніпра 10 кілометрів». Коротка характеристика і значення заказника: «Місце нересту та зимівлі цінних видів риби: ляща, судака, сазана, жережа та інших. Місце нагулу молодої риби».

28 листопада 1974 року виконком Дніпропетровської обласної ради депутатів трудящих ухвалив рішення № 687 «Про створення державних заказників і поліпшення заповідної справи в області», пунктом 2 якого державний заказник Дніпродзержинський виключається зі списку державних заказників, як такий, що не затверджений Радою міністрів УРСР.